# 2-オキソアジピン酸レダクターゼ
2-オキソアジピン酸レダクターゼ（2-oxoadipate reductase）は、次の化学反応を触媒する酸化還元酵素である。
2-ヒドロキシアジピン酸 + NAD+ {\displaystyle \rightleftharpoons } 2-オキソアジピン酸 + NADH + H+
反応式の通り、この酵素の基質は2-ヒドロキシアジピン酸とNAD+、生成物は2-オキソアジピン酸とNADHとH+である。
組織名は2-hydroxyadipate:NAD+ 2-oxidoreductaseで、別名に2-ketoadipate reductase, α-ketoadipate reductase, 2-ketoadipate reductaseがある。